# سام أرنولد
سام أرنولد (بالإنجليزية: Sam Arnold) هو لاعب اتحاد الرغبي أيرلندي، ولد في 8 أبريل 1996 في سري في المملكة المتحدة.